# Fala dos metalúrgicos
Beurla Reagaird (pronúncia em gaélico escocês: [ˈpjɤːrˠl̪ˠə ˈɾɛkərˠtʲ], literalmente, fala dos metalúrgicos) ou cant (literalmente, "criptoleto") é um criptoleto quase extinto usado pelos viajantes escoceses nas Terras Altas. É baseado na língua gaélica escocesa, mas tem fenômenos como backslang, neologismos e empréstimos do romani escocês.